# Шоколатье
Шоколатье (фр. Chocolatier) —

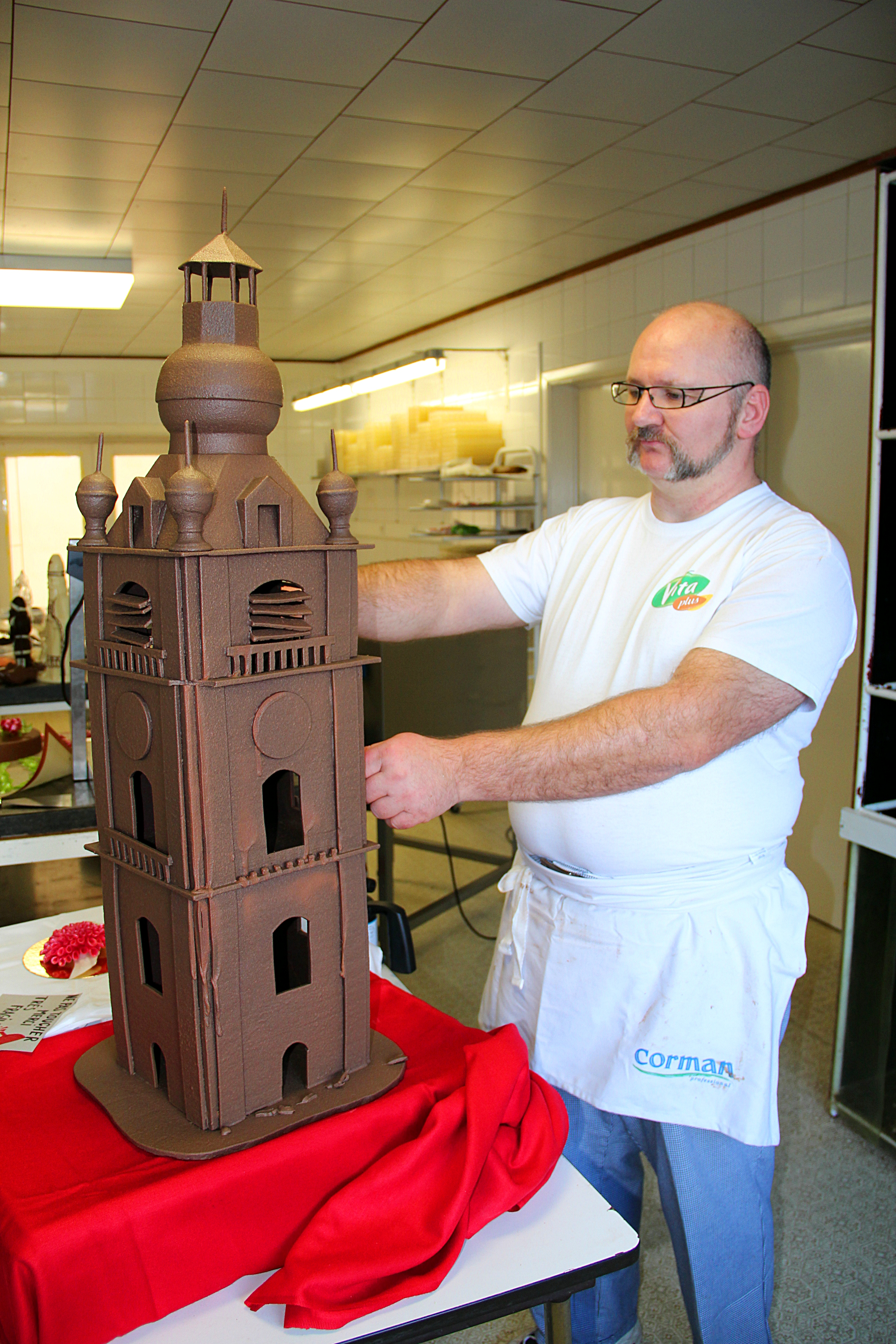
Шоколатье Pâtisserie Godefroid за работой

1) кондитер, специализирующийся на производстве шоколада и изделий из него;
2) вид предпринимательской деятельности, по ремесленному производству шоколада и изделий из него, а также его продаже, как правило, в месте производства.
Это, как правило, небольшое семейное предприятие, часто действующее в конкретном месте. Магазины шоколатье распространены, в основном, во Франции и Бельгии.
Термин также используется для обозначения крупных шоколадных производственных компаний, которые начинали свой бизнес как мелкие магазины. Они имеются во многих странах мира, включая США, Канаду, Великобританию и Германию.